# ルージュ (アルバム)
『ルージュ』は、ちあきなおみのアルバム。1977年7月25日に日本コロムビアから発売された。

## 概要
タイトル曲「ルージュ」は中島みゆきの提供曲で、同年4月10日に先行してシングルが発売された。本アルバムでは中島の他、井上陽水、因幡晃といった、当時人気だったシンガーソングライターの楽曲をちあきが歌唱している。
A面の6曲が中島の楽曲で、うち「ルージュ」「帰っておいで」「うかれ屋」の3曲がちあきへの提供曲、他の3曲中2曲は研ナオコへの提供曲などのカバーである。B面は6曲のうち3曲が井上、3曲が因幡の楽曲のカバーである。
2000年10月21日に、ちあきの他のアルバム3作とともに復刻盤が発売された。

## 収録曲
特記以外は編曲：小笠原寛

### SIDE A
（全作詞・作曲：中島みゆき）
1. ルージュ
編曲：チト河内
2. 雨が空を捨てる日は
  - 1976年の研ナオコのシングル「LA-LA-LA」のB面曲。
3. 流浪の詩
  - 1976年の中島のアルバム『みんな去ってしまった』の収録曲。
4. 帰っておいで
編曲：チト河内
  - シングル「ルージュ」のB面にも収録された。
5. あばよ
1976年の研ナオコのシングルA面曲。
6. うかれ屋
  - 本アルバムへの書き下ろし作品。

### SIDE B
1. 氷の世界
作詞・作曲：井上陽水
  - 1973年の井上のアルバム『氷の世界』のタイトル曲。井上の代表曲の一つである。
2. 小春おばさん
作詞・作曲:井上陽水
  - 『氷の世界』の収録曲。
3. 断絶
作詞・作曲：井上陽水
  - 1972年の井上のアルバム『断絶』のタイトル曲。
4. わかってください
作詞・作曲：因幡晃
  - 1976年の因幡のシングルのA面曲。
5. サンデー・モーニング
作詞・作曲：因幡晃
  - 1976年の因幡のアルバム『何か言い忘れたようで‥』の収録曲。
6. 別涙（わかれ）
作詞・作曲：因幡晃
  - 1976年の因幡のシングルのA面曲。